# ハヴァマール
『ハヴァマール』（Hávamál、ハーヴァマール）とは、『古エッダ』に収録された歌謡集である。邦題としてはオーディンの箴言、オーディンの訓言、高き者の言葉、高き者の歌などがある。
10世紀頃に北欧の古詩を集めて作られた作品であり、内容は処世術など現実的で実用的なものが主である。

## 成立時期、作者、背景
成立した時期、作者は諸説がありはっきりとは分かっていない。
「高き者の歌」の高き者とはオーディンであることから、この詩集はオーディンに関連した詩を集めたものであるという説や、中世になってから編集されたものである、とする説など様々な説が存在する。
ただし舞台としては北欧のヴァイキング時代のものであるということは間違いない。

## 内容
友情に伴う義務と権利、冷静に物事を考えること、もてなす精神、信頼できる者できない者、他人に好かれる必要性、多数の敵にも悠然と立ち向かう精神、など現実的な処世術が主な内容ではあるものの呪詩、魔術に関する詩、解読が難しい謎めいた詩、などオカルト的な内容の詩も存在する。
また物語風のスタンザ（連）なども存在する。

## 構成
大きく以下の5つの部分に分けられる。
1. 客人の部（第1-77スタンザ）- 人の家を訪ねる者や訪ねられた者たちに対する訓話。
2. オージンの訓話（第78-110スタンザ）- その他の訓話。オーディンの女性遍歴も語られる。
3. ロッドファーヴニルの言葉（第111-137スタンザ）- ロッドファーヴニルに対する語りかけという形で語られる訓話。
4. ルーンの話（第138-145スタンザ）- ルーン文字にまつわる話。
5. 歌謡の話（第146-164スタンザ）- 18種の呪術の紹介。